# Најсе-Малксетал
Најсе-Малксетал (њем. Neiße-Malxetal) општина је у њемачкој савезној држави Бранденбург. Једно је од 30 општинских средишта округа Шпре-Најсе. Према процјени из 2010. у општини је живјело 1.800 становника. Посједује регионалну шифру (AGS) 12071294.

## Географски и демографски подаци
Најсе-Малксетал се налази у савезној држави Бранденбург у округу Шпре-Најсе. Општина се налази на надморској висини од 120 метара. Површина општине износи 82,6 km². У самом мјесту је, према процјени из 2010. године, живјело 1.800 становника. Просјечна густина становништва износи 22 становника/km².